# Lista postaci cyklu Diuna
W Uniwersum Diuny Franka Herberta, które rozszerzają prace Briana Herberta i Kevina J. Andersona występuje wiele postaci. Poniżej można znaleźć je na liście.

## Ród Atrydów

### Leto I Atryda
Książę Leto I Atryda – głowa rodu Atrydów, ojciec Paula i Alii.
W Diunie Davida Lyncha, Leto I grał Jürgen Prochnow. W miniserialu o tym samym tytule (2000), grał go William Hurt. W ekranizacji z 2021 w reżyserii Denisa Villeneuve’a w rolę wcielił się Oscar Isaac.

### Miles Teg
Baszar Miles Teg był dowódcą wojsk Bene Gesserit w czasie ich wojny z Dostojnymi Matronami.

### Siona Atryda
Siona Atryda była córką Moneo, która zbuntowała się przeciwko niemu i Leto II Atrydzie.

### Wellington Yueh
Dr Wellington Yueh był lekarzem rodu Atrydów, który ich zdradził.
W Diunie Lyncha, grał go Dean Stockwell. W miniserialu o tym samym tytule (2000), grał go Robert Russell. W ekranizacji Denisa Villeneuve’a w rolę wcielił się Chang Chen.

### Gurney Halleck
Gurney Halleck – jeden z najbliższych towarzyszy księcia Leto oraz Paula Atrydy. Był przemytnikiem oraz utalentowanym muzykiem. Przeżył atak Harkonnenów, później przyłączając się do Esemera Tueka, przemytnika przyprawy. Po około dwóch latach odnajduje jednak Paula i przyłącza się do niego. Występuje także w Dzieciach Diuny, gdzie pomaga Leto II uciec przed tyranią Alii.

### Vorian Atryda
Vorian Atryda – żyjący w czasach Dżihadu Butleriańskiego jest synem tytana Agamemnona oraz protoplastą rodu Atrydów. Zostaje wychowany w Zsynchronizowanych Światach, gdzie później wraz z Seurantem dba o synchronizację Wszechumysłu na planetach przez niego opanowanych. Buntuje się po spotkaniu z Sereną Butler i przyłącza się do Ligi Szlachetnych, gdzie szybko awansuje na wysokie stanowiska wojskowe, zaprzyjaźniając się m.in. z Xavierem Harkonnenem. Po rzekomej zbrodni Xaviera, wraz z Abdulurem Harkonnenem chcą oczyścić jego imię z zarzutów. Jednakże podczas Bitwy pod Corrinem Abdulur wykazuje się tchórzostwem, a jego działania przekreślają przyjaźń pomiędzy nimi, dając podstawę do waśni pomiędzy tymi dwoma rodami.

### Thufir Hawat
Thufir Hawat (?? – 10193) – mentat, mistrz assasynów w służbie księciu Leto. Po ataku Harkonnenów, gdy książę ginie, Thufir zostaje pojmany i wykorzystany przez Vladimira Harkonnena jak mentat, w zastępstwie zamordowanego Pitera De Vriesa. Ginie podczas audiencji Paula Muad’Diba negocjującego warunki pokoju z Imperatorem, z powodu nieotrzymania antidotum na truciznę którą zakaził go Vladmir.

### Moneo Atryda
Moneo Atryda – postać występująca w Bogu Imperatorze Diuny, był marszałkiem dworu Leto II, ojcem Siony. Ukazany był jako ponad osiemdziesięcioletni, zapracowany mężczyzna. Był bezgranicznie oddany w sprawę Boga Imperatora, m.in. pozwolił by Leto poddał Sionę próbę która mogła zakończyć się jej śmiercią. Umiera wpadając do rzeki wraz z Bogiem Imperatorem po zniszczeniu mostu rusznicą laserową z rozkazu Siony.

## Ród Harkonnenów

### Glossu Rabban
Glossu „Bestia” Rabban (?? – 10193) – bratanek Vladimira Harkonnena. Przydomek „bestia” zyskał po zabiciu swojego ojca, Abulurda II Harkonnena. Sprawował krwawe rządy na Arrakis, tak by jego brat Feyd-Rautha został tam przywitany jako bohater, zjednując sobie ludność. Ginie podczas ataku Paula Atrydy na Arrakin.

### Feyd-Rautha Harkonnen
Feyd-Rautha Harkonnen – bratanek Vladimira Harkonnena, wyznaczony przez niego na swojego dziedzica. Według Bene Gesserit miał być ojcem Kwisatz Haderach (ze związku z córką Lady Jessiki). Stworzył truciznę, która uśmierciła Thufira Hawata. Miał zostać „wyzwolicielem” ludności Arrakis, zdobywając ich zaufanie po krwawych i okrutnych rządach Bestii Rabbana. Ostatecznie ginie z rąk Paula Atrydy, podczas ich pojedynku w czasie negocjacji z Imperatorem.

### Piter De Vries
Piter De Vries – wypaczony mentat rodu Harkonnenów, ukazany był jako główny architekt planu zniszczenia Rodu Atrydów. To on złamał imperialne uwarunkowanie Yueha, nadwornego lekarza Atrydów. Był autorem trucizny (którą podano m.in. Thufirowi), która zmuszała jej ofiarę do stałego przyjmowania antidotum, bez którego ofiara umiera. Piter ginie od trucizny ukrytej w zębie księcia Leto, przeznaczonej dla Vladimira Harkonnena.

### Xavier Harkonnen
Xavier Harkonnen – żyjący w czasach Dżihadu Butleriańskiego protoplasta rodu Harkonnenów. Był cenionym wojskowym, często dowodzącym obroną planetarną Salusa Secundus, Primero Armady Ligi. Został niesłusznie oskarżony o zbrodnię przez Iblisa Ginjo i uznany za zdrajcę Ligi. Jego nazwisko z zarzutów chciał oczyścić zarówno Vorian Atryda, z którym się przyjaźnił, jak i Abdulur Harkonnen, jego wnuk, lecz podczas Bitwy pod Corrinem Abdulur wykazuje się tchórzostwem, co zaprzepaściło szanse na oczyszczenie nazwiska Harkonnen z zarzutów.

## Ród Corrinów

### Księżna Irulana
Księżna Irulana z rodu Corrinów – Bene Gesserit, córka Shaddama IV, oficjalna żona Paula Atrydy (małżeństwo zostało zawarte jedynie ze względów politycznych, Paul dochował wierności swojej konkubinie Chani). Autorka wielu tekstów, opisujących życie swojego męża. Występuje w Diunie, Mesjaszu Diuny oraz Dzieciach Diuny.

### Hasimir Fenring
Hrabia Hasimir Fenring (10118-10225) – spokrewniony z rodem Corrinów, był towarzyszem dzieciństwa Szaddama IV. (Często dyskredytowana Piracka historia Corrinów podaje zastanawiającą informację, że to Fenring podsunął chaumurky Elroodowi IX.) Wszystkie źródła są zgodne co do tego, że hrabia był najbliższym, jeśli nie jedynym, przyjacielem Paddyszacha Imperatora. Imperialne funkcje pełnione przez hrabiego Fenring: pełnomocnik Imperium na Arrakis za rządów Harkonnenów oraz siridar in absentia Kaladanu. Przyłączył się do Szaddama IV w jego odosobnieniu na Salusa Secundus.

## Bene Gesserit

### Gaius Helena Mohiam
Gaius Helena Mohiam – Bene Gesserit, matka Lady Jessiki, posiadała też kilka innych córek (wszystkie wychowane przez Bene Gesserit). W Diunie testuje Paula Atrydę w pudełku z bólem. Była prawdomówczynią imperatora Shaddama IV. W Mesjaszu Diuny należy do spisku mającego obalić Paula Atrydę, co kończy się jego oślepieniem i udaniem się przez niego na pustynię.

### Alma Mavis Taraza
Alma Mavis Taraza – Matka Przełożona Zgromadzenia Żeńskiego, postać występująca w Heretykach Diuny. Przyjaźniła się z Darwi Odrade, która po zamachu na Almę jako pierwsze przejęła jej wspomnienia. Była zwolenniczką szukania tzw. „szlachetnego celu”, nawet kosztem istnienia zgromadzenia, co dało początek sojuszu Bene Gesserit z Tleilaxanami. Zginęła na Rakis, w muzeum Dar-es-Balat, zamordowana przez Dostojne Matrony.

### Murbella
Murbella – Dostojna Matrona, postać debiutująca w Heretykach Diuny i występująca w późniejszych powieściach. W czasie ataku Dostojnych Matron na Gammu próbuje ona zniewolić seksualnie gholę Duncana, co kończy się jej zniewoleniem przez Idaho, który był genetycznie uwarunkowany do tego przez Tleilxan. Później zostaje pojmana przez Bene Gesserit i wyszkolona na Matkę Wielebną, tak by poznać tajemnice Dostojnych Matron, włącznie z ich pochodzeniem.

### Darwi Odrade
Darwi Odrade – postać występująca w Heretykach Diuny i Kapitularzu Diuną. Na początku zostaje wysłana na Arrakis, mając za zadanie przejąć pieczę nad wychowaniem Szieny (W pierwszym tłumaczeniu i w oryginale Sheeana lub Sheeana Brugh) oraz by przypieczętować sojusz Zgromadzenia Żeńskiego z Tleilaxem. Tam też odkrywa ukryty skarb Boga Imperatora oraz jego przesłanie dla Bene Gesserit. Po zamordowaniu Tarazy (która zdążyła jej przekazać swoje wspomnienia) ucieka wraz z Szieną na Kapitularz, gdzie zostaje Matką Przełożoną. Była inicjatorką pomysłu zjednoczenia Bene Gesserit i Dostojnych Matron w jeden twór.

### Raquella Berto-Anirul
Raquella Berto-Anirul (ur. 137 P.G.) – wnuczka Voriana Atrydy, żyła za czasów Dżihadu Butleriańskiego, pod wpływem trucizny uzyskuje pamięć komórkową swoich przodków w linii żeńskiej i zostaje pierwszą Matką Wielebną. Staje na czele Zgromadzenia Żeńskiego, które wyłoniło się z czarodziejek na Rossaku.

### Sziena Brugh
Sziena Brugh – pojawia się jako mała dziewczynka w Heretykach Diuny, potrafiąca rozkazywać czerwiom pustyni. Na początku dorasta pod okiem kapłanów, później zostaje przejęta przez Matki Wielebne i wychowana na jedną z nich. Później jej kult jest wykorzystywany przez Misonaria Protectiva, zaś ona sama, odporna na seksualne zniewolenie, „doskonali” mężczyzn wyszkolonych wpierw przez gholę Duncana aby nękać Dostojne Matrony. Na końcu bierze udział w ucieczce z Kapitularza na statku Itaka.

## Bene Tleilax

### Tylwyth Waff
Tylwyth Waff – Tleilaxański Mistrz, członek szariatu, najwyższy przedstawiciel Tleilaxan. Został wprowadzony przez Franka Herberta w Heretykach Diuny, a po raz ostatni (już jako ghola) występuje w Czerwiach z Diuny. Pomimo iż miał elfi wygląd, szarą cerę i piskliwy głos był jednym z najpotężniejszych ludzi w Uniwersum Diuny. Stwierdza, że Bene Gesserit nie są powindah, lecz podążają Wielką Wiarą, dając początek sojuszu Zgromadzenia Żeńskiego i Tleilaxan. Później, w Łowcach z Diuny Waff jest odtworzony jako ghola i tworzy nowe, odporne na wodę czerwie pustyni dla Gildii Kosmicznej.

### Scytale
Scytale – Tleilaxański maskaradnik zamieszany w spisek mający na celu obalenie Paula Atrydy. Nie udaje się to jednak i zostaje zabity przez Muad’Diba. W Heretykach Diuny pojawia się jako tleilaxański mistrz, jeden z członków szariatu (rady najwyższych mistrzów, tzw. malik-braci) o imieniu Mirlat.

## Fremeni

### Chani
Chani – córka Lieta-Kynesa, konkubina Paula Atrydy, matka trojga dzieci: Leto (zamordowanego jako dwuletnie dziecko przez Sardaukarów), Leto II Atrydy oraz Ghanimy. Umiera podczas porodu Leto II i Ghanimy, a Scytale (Tleilxański maskaradnik) oferuje Paulowi jej gholę w zamian za przekazanie imperium pod ich kontrolę, ale Muad’Dib odmawia, zabijając zmiennokształtnego.

### Liet-Kynes
Liet-Kynes, syn Pardota Kynesa, ojciec Chani. Był imperialnym planetologiem na Arrakis oraz przywódcą Fremenów. Występuje w Diunie, gdzie za pomoc w ucieczce Paula Atrydy na pustynię zostaje zamordowany przez Harkonnenów (został porzucony na pustyni bez filtrfraka).

### Stilgar
Stilgar – naib siczy Tabr, którego spotkał Paul podczas swojej ucieczki na pustynię. Był jednym z najbliższych doradców Muad’Diba. Był protektorem dzieci Paula, m.in. w Dzieciach Diuny Stilgar ratuje Leto II i Ghanimę przed najgorszym, ostatnim okresem tyranii Alii.

### Pardot Kynes
Pardot Kynes – imperialny planetolog (planetarny ekolog) na Arrakis, ojciec Lieta-Kynesa. Jest pomysłodawcą planu transformacji ekologicznej tej planety. Nie występuje bezpośrednio w Diunie, o jego żywocie świadczy jeden z rozdziałów książki, gdzie jako przedśmiertna wizja pojawia się przed oczami konającego syna. Był zdecydowanym przeciwnikiem obecności Harkonnenów na Arrakis (nie omieszkał także ich zabijać).

## Inni

### Norma Cenva
Norma Cenva – urodzona w 218 PG była córką Zufy Cenvy, utalentowaną matematyczka, założycielką oraz pierwszą nawigator Gildii Kosmicznej i autorką udoskonalonych równań Holtzmana (które Tio przypisał sobie). Oprócz udoskonalenia wynalazków Holtzmana, była autorką silników do statków gildii, lumisfer oraz dryfów. Jej nadnaturalne moce psychiczne, zdolność do zmienienia własnego ciała oraz kontrolowania niszczącej ludzkie umysły siły (będącej dotychczas zdolnością jedynie Czarownic z Rossaka) zostały uwolnione podczas torturowania jej przez tytana Kserksesa, którego zabija w chwili zyskania tych zdolności. W późniejszych czasach pojawia się jako Wyrocznia czasu, pomagając wygrać drugą wojnę z maszynami.

### Tio Holtzman
Tio Holtzman – uważany za jednego z największych wynalazców czasów Dżihadu Butleriańskiego, twórcę Pola Smażącego (niszczącego żelowe obwody mózgów Myślących maszyn), tarcz oraz Silników Holtzmana (napędu dla statków Gildii). W Legendach Diuny okazuje się, że chociaż jest odkrywcą słynnych wzorów, to przypisał sobie zasługi Normy Cenvy, która w istotny sposób udoskonaliła jego równania. Ginie podczas rewolucji na Poritrinie, gdy jedna z tarcz jego produkcji zostaje trafiona wiązką lasera, powodując ogromny wybuch. Od jego nazwiska pochodzi nazwa efektu Holtzmana.

### Aureliusz Venport
Aureliusz Venport – kupiec, biznesmen czasów Dżihadu Butleriańskiego, zarobił fortunę na lekach z Rossaka, oraz jako jeden z pierwszych dostrzegł możliwość zarobienia na melanżu, i zaczął rozprowadzać go wśród bogatych warstw Ligi Szlachetnych. Przyjaciel Normy Cenvy, dał kapitał potrzebny na utworzenie Gildii Kosmicznej. Ginie od mocy psychicznej niszczącej umysły wyzwolonej przez Zufę Cenvę, podczas próby zajęcia jego statku przez jednego z tytanów.

### Serena Butler
Serena Butler – matka Maniona Butlera, którego Erazm zrzucił z balkonu swojej rezydencji dając początek Dżihadowi Butleriańskiemu. Urodziła się na Salusa Secundus, gdzie poznała i zakochała się w Xavierze Harkonnenie. Później podczas jednego z ataków Tytanów na tę planetę zostaje pojmana i uprowadzona na opanowaną przez Myślące maszyny Ziemię. Tam poznaje ją Vorian Atryda, co później doprowadza do jego buntu przeciw władzy maszyn. Serena ginie później z rąk Myślących maszyn, stając się „męczenniczką i patronką dżihadu”.

### Hedley Tuek
Hedley Tuek – „najwyższy kapłan Podzielonego Boga i tytularny władca Rakis”, występuje jedynie w Heretykach Diuny. Jest głównym oponentem frakcji Stirosa, sprzeciwiającym się dalszemu poddawaniu Szieny prób na pustyni. Ratuje dziewczynkę przed zamachem, wprowadzając ją do wnętrza budynku, gdzie pojawiły się już Bene Gesserit, po probie jej zabicia na dachu pałacu. Zostaje zabity przez Waffa podczas negocjacji z Odrade i właśnie Waffem na Rakis, a jeden z Tleilxańskich maskaradników zajmuje jego miejsce.

### Stiros
Stiros – występuje jedynie w Heretykach Diuny, jest jednym z kapłanów Podzielonego Boga na Rakis, był reprezentantem frakcji sprzeciwiającej się postępowaniu Hedley Tuek’a w sprawie Szieny. Układał się z Tleilaxanami, doprowadzając do nieudanego zamachu na Szienę (dziewczynka została obroniona przez Bene Gesserit, a Stiros został stracony za zdradę).

### Gilbertus Albans
Gilbertus Albans – pierwszy mentat. Wychowany przez robota Erazma, który w ramach zakładu z Omniusem postanowił wykształcić umysł człowieka na podobieństwo maszyny. Poddany zabiegowi wydłużania życia. Po wojnie z maszynami zakłada szkołę mentatów.

## Myślące maszyny

### Omnius
Omnius (także Wszechumysł) – byt sztucznej inteligencji, stworzony przez tytana Barbarossę aby pomóc mu kontrolować podległe światy Starego Imperium. W wyniku awarii jednej z kopii Omniusa powstaje Erazm, niezależny inteligentny robot. Ostatecznie Omnius w roku 1182 PG buntuje się przeciw swemu twórcy, podporządkowując sobie Stare Imperium. To doprowadziło do wybuchu Dżihadu Butleriańskiego – wielkiej wojny między maszynami pod wodzą Wszechumysłu a skupioną wokół Ligi szlachetnej wolną ludzkością. Ostatecznie Omnius zostaje pokonany, a on sam zniszczony (podczas bitwy pod Corrinem, Erazm wysyła w kosmos sygnał zawierający kopię Omniusa i Erazma). W Diunie 7 Brian Herbert jednak wskazuje, że wysłany sygnał znalazł odbiornik, a Myślące maszyny z dala od ludzkości odtwarzają swój ład, tzw. Nowe Zsynchronizowane Światy. Jedna z ich planet zostaje napadnięta przez Dostojne Matrony, co zapoczątkowało nową wojnę pomiędzy ludźmi a maszynami.

### Erazm
Erazm to niezależny robot z czasów Dżihadu Butleriańskiego. Niegdyś był kopią Omniusa, ale poprzez specyficzne doświadczenie uzyskał indywidualne poglądy. Przez rok Corrinski (20 lat ziemskich) lat jego ciało było uwięzione na pustkowiu i w tym czasie robot poświęcał się myśleniu. Erazm szczególnie interesował się ludźmi: ich fizjologią, zachowaniem oraz śmiertelnością. Przeprowadzał wiele eksperymentów w tym liczne wiwisekcje. Zabił dziecko Sereny Butler i Xaviera Harkonnena, co przyczyniło się do powstania przeciw myślącym maszynom. Stworzył pierwszego mentata: Gilbertusa Albansa.